# Antifusibile
Un antifusibile, detto anche antifuse in inglese, è un dispositivo elettrico che si comporta in modo opposto a un fusibile. Considerando che un fusibile inizia con una bassa resistenza ed è progettato per interrompere definitivamente un percorso conduttivo (tipicamente quando la corrente che attraversa il percorso supera un determinato limite), un antifuse presenta inizialmente un'alta resistenza ed è progettato per creare in modo permanente un percorso conduttivo (in genere quando la tensione ai capi del antifuse supera un certo livello). Questa tecnologia trova numerosi utilizzi.

## Antifusibile nei circuiti integrati
Gli antifusibili sono ampiamente utilizzati per programmare in modo permanente circuiti integrati (IC). I circuiti integrati che utilizzano la tecnologia "antifuse" impiegano una barriera sottile di materiale dielettrico di silicio amorfo (circa 9 nanometri di nitruro di silicio) tra due conduttori metallici. Quando viene applicata una tensione sufficientemente alta (mediante un breve impulso di circa 1 millisecondo dell'ampiezza di circa 16 volt), tutto il silicio amorfo si trasforma in una lega policristallina silicio-metallo con una bassa resistenza, che è conduttiva.
Alcuni dispositivi logici programmabili (PLD), come gli ASIC, usano la tecnologia "antifuse" per configurare circuiti logici e per creare un progetto su misura da uno "standard IC design". I PLD Antifuse sono programmabili una sola volta (one time programmable) a differenza di altri come i PLD basati su SRAM che possono essere riprogrammati per correggere i bug della logica o per aggiungere nuove funzioni. I PLD Antifuse presentano dei vantaggi rispetto ai PLD SRAM, non hanno bisogno di essere programmati ogni volta che sono attivati. Essi possono essere meno sensibili alle particelle alfa che possono causare il malfunzionamento di circuiti. I circuiti costruiti attraverso la tecnologia antifuse possono essere più veloci di circuiti simili attuati utilizzando la tecnologia SRAM. La tecnologia antifuses può essere utilizzata in memorie programmabili in sola lettura (PROM). Ogni bit contiene sia un "fuse" che un "antifuse" ed è programmato per innescare uno dei due. Questa programmazione, eseguita dopo la fabbricazione, è permanente e irreversibile.
L'antifuse è solitamente attivata con una corrente di circa 5 mA. Con un'antifuse poli-diffusione, l'alta densità di corrente crea calore, che fonde un sottile strato isolante tra il polisilicio e gli elettrodi a diffusione, creando un collegamento permanente di silicio resistivo.

## Antifusibile al silicio
L'antifusibile al silicio è un elemento microelettronico che allo stato vergine si comporta da isolante ma che successivamente può essere reso permanentemente ed irreversibilmente conduttore con appositi segnali elettrici. Si basa sulla perforazione di uno strato molto sottile (circa 9 nanometri) di nitruro di silicio, un dielettrico isolante, mediante un breve impulso (circa 1 millisecondo) dell'ampiezza di circa 16 volt. È usato in memorie PROM e in dispositivi logici programmabili per creare i collegamenti elettrici tra i vari elementi logici.
Attualmente la non testabilità, la ridotta possibilità di miniaturizzazione, la complessità e la lentezza delle operazioni di programmazione, il costo relativamente elevato rendono questa tecnologia poco competitiva nelle applicazioni consumer, mentre è impiega